# GIMP
GNU Image Manipulation Program или GIMP («Гимп») — свободно распространяемый растровый графический редактор, программа для создания и обработки растровой графики и частичной поддержкой работы с векторной графикой. Проект основан в 1995 году Спенсером Кимбеллом и Питером Маттисом как дипломный, в настоящий момент поддерживается группой добровольцев. Распространяется на условиях GNU General Public License.

## Введение
Изначально сокращение «GIMP» означало англ. General Image Manipulation Program, а в 1997 году полное название было изменено на «GNU Image Manipulation Program», и программа официально стала частью проекта GNU.
Типичные задачи, которые можно решать при помощи GIMP, включают в себя создание графики и логотипов, масштабирование и кадрирование фотографий, раскраску, комбинирование изображений с использованием слоёв, ретуширование и преобразование изображений в различные форматы.

## Позиционирование GIMP
В течение продолжительного времени GIMP создавался с учётом пожеланий пользователей, но в основном — согласно предпочтениям разработчиков и без привлечения экспертов по эргономике. Целостное видение проекта отсутствовало. Чтобы решить накопившиеся в результате этого проблемы, был принят ряд мер.
В 2005 году проект GIMP был зарегистрирован участником программы OpenUsability. На конференции Libre Graphics Meeting в марте 2006 года состоялась первая встреча представителей OpenUsability и команды разработчиков GIMP, в ходе которой было определено видение GIMP как продукта для конечных пользователей:
- GIMP является свободным ПО;
- GIMP является высококачественным приложением для фоторетуши и позволяет создавать оригинальные изображения;
- GIMP является высококачественным приложением для создания экранной и веб-графики;
- GIMP является платформой для создания мощных и современных алгоритмов обработки графики учёными и дизайнерами;
- GIMP позволяет автоматизировать выполнение повторяющихся действий;
- GIMP легко расширяем за счёт простой установки дополнений.

Эти тезисы определяют дальнейшее развитие GIMP.
Осенью 2006 года в рамках проекта OpenUsability было проведено исследование, результаты которого постепенно оформляются в виде рекомендаций и спецификаций и реализуются.

## Возможности
Традиционно GIMP считается свободным аналогом ряда проприетарных редакторов (из которых чаще всего называется Adobe Photoshop), хотя сами разработчики часто возражают против такой формулировки.

### Работа с фотографиями
В GIMP присутствует набор инструментов цветокоррекции:
- кривые;
- уровни;
- микшер каналов;
- постеризация;
- тон-насыщенность;
- баланс цветов;
- яркость-контраст;
- обесцвечивание.

При помощи фильтров, инструментов, масок и слоёв с разными типами наложения (всего 22) можно:
- выравнивать заваленный горизонт;
- убирать искажения, вносимые оптикой;
- корректировать перспективу;
- выполнять клонирование объектов с учётом перспективы;
- кадрировать фотографии;
- удалять дефекты вроде пыли на матрице (штамп, лечебная кисть);
- имитировать использование различных цветофильтров;
- «вытаскивать» потерянную детализацию в тенях.

и многое другое.
Реализовано управление цветом.

### Рисование
- несколько рисующих инструментов
- свободно масштабируемые кисти
- поддержка кистевой динамики
- поддержка графических планшетов

### Экранные фильтры
Дополнительные возможности по коррекции изображений на протяжении всей работы реализованы в виде экранных фильтров. К ним относятся:
- имитация разных типов дальтонизма (протанопия, дейтеранопия, тританопия);
- гамма-коррекция;
- коррекция контраста;
- управление цветом.

### Настраиваемый интерфейс
- плавающие диалоги легко группируются и перегруппируются
- возможна полная перенастройка клавиатурных комбинаций, действий мыши, а также использование специальных манипуляторов, таких как Griffin PowerMate[англ.]
- любое меню можно превратить в свободно перемещаемое окно (Linux/UNIX)

### Автоматизация
Отсутствие средств автоматической записи сценариев компенсируется в GIMP большим числом языков, на которых можно писать сценарии:
- TinyScheme[англ.], иначе Script-Fu (в комплекте с программой);
- Python (в комплекте с программой);
- Ruby[57];
- Perl[58];
- C# (GIMP# — gimp-sharp)[59];
- Java (экспериментально, часть проекта gimp-sharp);
- Tcl (в настоящее время не поддерживается).

С помощью этих инструментов можно писать как интерактивные сценарии и модули для GIMP, так и создавать изображения полностью автоматически, например, генерировать «на лету» изображения для веб-страниц внутри программ CGI или выполнять пакетную цветокоррекцию и преобразование изображений. Для пакетной обработки изображений всё же лучше подходят пакеты наподобие ImageMagick.

### Недочёты, их решение и пути обхода
В настоящее время использование стабильной версии GIMP в коммерческом дизайне, полиграфии и фотографии сопряжено с рядом сложностей, а во многих случаях и вовсе невозможно:
- нет поддержки плашечных цветов (и палитры Pantone);
- нет полноценной поддержки цветовых моделей, CIELAB и CIE XYZ;
- нет поддержки HDRi и операторов отображения тонов;
- нет процедурных (корректирующих) слоёв и эффектов (стилей) слоёв.

Некоторые упомянутые недочёты уже устранены в разрабатываемой версии GIMP благодаря переходу на библиотеку GEGL, другие планируется устранить на следующем этапе разработки.
Существует расширение для экспорта в TIFF с цветоделением в CMYK и цветопробой.

### UFRaw
UFRaw — утилита и расширение GIMP для проявки цифровых негативов RAW.

### Работа с форматом PDF
GIMP поддерживает импорт и экспорт PDF-файлов при помощи Poppler.

## История версий
Версия 1.0 появилась в июне 1998 года.
Первоначально каждая панель инструментов программы открывалась в отдельном окне. Однооконный интерфейс появился в версии 2.8.

## Архитектура
Для построения элементов интерфейса GIMP использует GTK+. Библиотека GTK+ изначально появилась в составе GIMP как замена коммерческой библиотеке Motif, от которой зависели начальные версии GIMP. GIMP и GTK+ первоначально были разработаны для X Window System, работающей в операционной системе, подобной Unix, но с тех пор он был перенесён в Microsoft Windows, OS/2, Mac OS X и SkyOS.

## GIMP и прочие программы

### FilmGimp/Cinepaint/Glasgow
FilmGimp, теперь называемый CinePaint — это ответвление от GIMP 1.0.4, с тех пор самостоятельно развиваемое. Cinepaint специально приспособлен для раскраски и ретуширования видеокадров с использованием менеджера кадров и «слоёв луковицы». Глубина представления цвета увеличена до 32 разрядов с плавающей точкой на канал вместо 8, как у GIMP. Файлы, создаваемые Cinepaint, несовместимы с GIMP, главным образом, из-за разницы в поддерживаемой глубине цвета. По той же причине GIMP не поддерживает кисти и текстуры Cinepaint.
В течение некоторого времени Cinepaint полностью переписывался под именем Glasgow. В феврале 2007 года была выпущена альфа-версия продукта.

### GIMPshop
GIMPshop является форком GIMP, созданным для пользователей Adobe Photoshop с целью упростить миграцию. GIMPshop является продуктом стороннего разработчика, не являющегося членом команды GIMP.
Изменения GIMPshop относительно GIMP:
- реорганизация меню и переименование пунктов меню до соответствия c меню Adobe Photoshop;
- клавиатурные комбинации Photoshop, используемые по умолчанию;
- в версии для Windows используется расширение, помещающее окна с изображениями внутрь одного окна (MDI-интерфейс).

В настоящее время домен не принадлежит оригинальному разработчику GIMPshop, использование актуальных сборок не рекомендуется разработчиками GIMP.

### Seashore
Seashore — редактор растровой графики на основе GIMP для Mac OS X, переписанный на Cocoa и использующий тот же формат файлов. Разработчики Seashore принципиально удалили ряд инструментов, чтобы сделать программу максимально лёгкой и не пытающейся конкурировать с более «тяжёлыми» программными продуктами.

### Glimpse
Glimpse — форк GIMP, изначально созданный для пользователей недовольных названием программы (для некоторых англоговорящих социальных групп слово «gimp» носит негативную окраску).
23 мая 2021 года разработчики приняли решение о приостановке проекта в связи c уходом из него лидера и основателя Бобби Мосса (англ. Bobby Moss).

### Adobe Photoshop
GIMP может использовать данные в различных форматах Adobe Photoshop (наиболее известного профессионального растрового редактора):
- файлы в формате PSD (с ограничениями);
- файлы кистей (почти все версии, но без поддержки динамики);
- действия (actions), за счёт gimp-sharp (порядка 50 % действий);
- расширения в формате 8bf — проект PSPI.

Подробности изложены в справке для мигрирующих с Photoshop на GIMP.

## GIMP в разных операционных системах

### Linux
GIMP присутствует в репозиториях большинства популярных дистрибутивов Linux: Fedora, openSUSE, Ubuntu, Manjaro и других.

### FreeBSD
GIMP входит в состав коллекции портов FreeBSD.

### Mac OS X
Проект официально поддерживает Mac OS X 10.6 и более новые версии.

### Microsoft Windows
В 1997 году финский программист Тор «tml» Лиллквист начал перенос GIMP (вместе с библиотекой GTK+) на платформу Microsoft Windows.
В настоящий момент версия GIMP для Windows почти идентична исходной по возможностям и стабильности, и загрузить её можно уже с официального сайта.
Разработчики GIMP предупреждают, что официальные сборки для Microsoft Windows доступны только на странице загрузок официального сайта. Сборки, доступные на сайте SourceForge, с ноября 2013 года не имеют отношения к проекту GIMP. Неактивный аккаунт gimp-win был без предупреждения передан третьему лицу и разработчиками проекта не контролируется.

## GIMP и Google Summer of Code
С 2006 года команда GIMP принимает участие в программе Google Summer of Code. В рамках GSoC были реализованы такие функции, как:
- инструменты Heal (v2.4), Perspective Clone (v2.4), Cage Transform (v2.8), Seamless Clone (v2.9.2), Warp Transform (v2.9.2), Unified Transform (v2.9.2), N-Point Transform (v2.9.2);
- базовая реализация векторных слоёв (принят только бэкенд);
- возможность писать сценарии на Ruby — доступно отдельно;
- категоризация ресурсов (кистей, текстур и пр.) метками, улучшенный интерфейс для кистевой динамики (v2.8);
- набор и форматирование текста прямо на холсте (v2.8);
- экспериментальные семплеры для GEGL, предназначенные для увеличения и уменьшения размера изображения (GEGL v0.2);
- вычисления и рендеринг на GPU с помощью OpenCL (v2.9.2);
- операции GEGL для проекции тонов и маттинга, сборка HDR из вилки экспозиции, поддержка RGBE (GEGL v0.2);
- улучшенная поддержка PSD (v2.9.2).

## Талисман
Маскот GIMP по имени Вильбер (англ. Wilber) был создан 25 сентября 1997 года в программе GIMP. Его автор финский дизайнер Туомас «tigert» Куосманен (фин. Tuomas Kuosmanen).